# Allentest

Slagaders van de hand

De allentest is een medische test om de arteriële bloedstroom richting de hand te testen. Hierbij worden de polsslagader (arteria radialis) en ellepijpslagader (arteria ulnaris) afgedrukt, om te zien hoe deze reageren op het opnieuw loslaten. De test is genoemd naar Edgard Van Nuys Allen, die deze in 1942 beschreef.

## Originele test
De originele test bestaat uit volgende stappen:
1. De patiënt maakt in beide handen een strakke vuist en houdt deze een minuut lang aan. De persoon die de test doet drukt tegelijkertijd beide polsslagaders af om de bloedstroom door deze slagaders te stoppen.
2. De patiënt laat de vuisten los en de slagaders worden tegelijkertijd losgelaten. Er wordt gekeken naar hoe de kleur terugkeert in beide handen.
3. De test kan herhaald worden met de ellepijpslagaders.

In gezonde handen wordt er eerst een witte kleur gezien, die na het loslaten snel weer terugkeert naar rood. Indien dit niet gebeurt, of indien er een verschil is tussen de handen, kan dit wijzen op aantasting van de handslagaders.

## Modified Allen test
In de praktijk wordt er nu bijna enkel een aangepaste vorm van de allentest gebruikt, namelijk de modified Allen test. Deze bekijkt slechts één hand tegelijk. Deze aangepaste versie werd voor het eerst beschreven door Irving S. Wright in 1952, maar wordt vaak gewoon allentest genoemd.
De modified Allen test gaat als volgt:
1. De patiënt houdt zijn vuist omhoog (met zijn voorarm verticaal) en pompt dertig seconden lang met zijn vuist. De persoon die test uitvoert knijpt tegelijkertijd zowel de polsslagader als de ellepijpslagader dicht.
2. De patiënt doet zijn hand open terwijl deze nog steeds omhoog gehouden wordt. De hand moet nu bleek zijn.
3. De ellepijpslagader wordt losgelaten terwijl de druk op de polsslagader behouden blijft.

Indien de rode kleur binnen 5 à 15 seconden terugkeert, wordt de test normaal genoemd. Indien dit niet gebeurt, wordt deze abnormaal genoemd en kan er een probleem met de ellepijpslagader zijn. De test kan hierna ook met het loslaten van de polsslagader herhaald worden om deze te onderzoeken.

## Anatomie en kliniek
De anatomische basis van de test is de duale bloedtoevoer naar de hand, waarbij de handslagaders een boog vormen. Als een van beide wordt afgedrukt, kan de andere nog bloed naar de handen brengen.
De klinische bruikbaarheid van de test staat ter discussie, aangezien een normale test niet uitsluit dat er een verdichting is in een van de slagaders.

## Thoracic outlet syndrome
Voor het thoracic outlet syndrome bestaat er ook een andere zogenoemde allentest. Deze bestaat eruit dat de onderzoeker de arm van de patiënt neemt en deze in abductie en exorotatie draait, terwijl de patiënt zijn hoofd in de richting van zijn andere arm draait. Tijdens dit onderzoek voelt de onderzoeker continu aan de hartslag ter hoogte van de arteria radialis. Wanneer deze wegvalt is dit een klein argument voor een thoracic outlet syndrome, maar de test is vaak fout-positief.